# Richard Mille Racing Team
Le Richard Mille Racing Team est une écurie de sport automobile française fondée en 2020 par Richard Mille. Elle fait participer des Sport-prototype en catégorie LMP2 dans des championnats tels que le European Le Mans Series et le Championnat du monde d'endurance.

## Histoire
En 2020, la création de l'écurie française Richard Mille Racing Team avait été annoncée. L'ambition de cette nouvelle écurie était de participer au championnat European Le Mans Series pour les années 2020 et 2021 dans la catégorie LMP2 en y faisant concourir un équipage intégralement féminin,,,. Les pilotes retenus pour cette première saison étaient Tatiana Calderón, Sophia Flörsch et Katherine Legge. L'écurie était supportée techniquement par la structure française Signatech. Cette nouvelle structure avait également déposé un dossier afin de participer aux 24 Heures du Mans et celui-ci avait été retenu. Lors des essais de pré-saison du championnat European Le Mans Series sur le Circuit Paul-Ricard, Katherine Legge avait été victime d'une violente sortie de piste,. À la suite de cette sortie, la pilote britannique s'était fracturé le tibia-péroné gauche et cela avait mis un terme à sa saison. L'écurie n'ayant que deux pilotes au Circuit Paul-Ricard vu l'engagement de Sophia Flörsch dans le championnat de Formule 3, le pilote brésilien André Negrão avait alors remplacé au pied levé Katherine Legge pour les 4 Heures du Castellet. La pilote néerlandaise Beitske Visser réalisa plus tard des essais pour l'écurie et sera ensuite retenu afin de finir la saison,,.

L'Oreca 07 n°1 de l'écurie Richard Mille Racing Team lors des 24 Heures du Mans 2022

En 2021, au lieu de se ré-engager dans le championnat European Le Mans Series comme annoncé auparavant, c'est en Championnat du monde d'endurance que l'écurie s'était inscrite. Pour cette nouvelle campagne, les pilotes Tatiana Calderón, Sophia Flörsch et Beitske Visser avaient été prolongés. Comme la saison précédente, l'écurie était supportée techniquement par la structure française Signatech. Pour l'avant dernière course de la saison, les 6 Heures de Bahreïn 2021, Tatiana Calderón, retenu par ses engagements au Japon sur son programme en Super Formula, avait été remplacé par Gabriel Aubry. Tatiana Calderón avait ensuite repris le volant de la voiture pour la dernière course de la saison, les 8 Heures de Bahreïn 2021. À la suite de cette course, et dans le cadre des rookie test, la pilote française Lilou Wadoux avait été conviée par l'écurie.
En 2021, toujours dans Championnat du monde d'endurance, l'écurie avait fait évoluer son équipe en sélectionnant les pilotes Charles Milesi, Sébastien Ogier et Lilou Wadoux. Comme les saisons précédentes, l'écurie était supportée techniquement par la structure française Signatech. Après les 24 Heures du Mans, Sébastien Ogier avait signifié qu'il mettait un terme à sa participation au Championnat du monde d'endurance. Il a été ensuite remplacé par le pilote français Paul-Loup Chatin.

## Résultats en compétition automobile

### Résultats aux24 Heures du Mans
| Année | Copilotes                                      | Voiture           | Classe | Tours | Pos. | Class Cat. |
| ----- | ---------------------------------------------- | ----------------- | ------ | ----- | ---- | ---------- |
| 2020  | Tatiana Calderón Sophia Flörsch Beitske Visser | Oreca 07 - Gibson | LMP2   | 364   | 13e  | 9e         |
| 2021  | Tatiana Calderón Sophia Flörsch Beitske Visser | Oreca 07 - Gibson | LMP2   | 74    | Abd. | Abd.       |
| 2022  | Charles Milesi Sébastien Ogier Lilou Wadoux    | Oreca 07 - Gibson | LMP2   | 366   | 13e  | 9e         |

### Résultats enChampionnat du monde d'endurance
| Année | Châssis  | Moteur                              | Classe | 1      | 2     | 3     | 4        | 5     | 6     | Position | Points |
| ----- | -------- | ----------------------------------- | ------ | ------ | ----- | ----- | -------- | ----- | ----- | -------- | ------ |
| 2021  | Oreca 07 | Gibson GK428 4,2 L V8 atmosphérique | LMP2   | SPA 8  | POR 6 | MNZ 8 | LMS Abd. | BHR 6 | BHR 9 | 9e       | 31     |
| 2022  | Oreca 07 | Gibson GK428 4,2 L V8 atmosphérique | LMP2   | SEB 12 | SPA 8 | LMS 6 | MON 14   | FUJ   | BHR   | 10e*     | 20*    |

* Saison en cours.

### Résultats enEuropean Le Mans Series
| Année | Châssis  | Moteur                              | Classe | 1     | 2     | 3      | 4      | 5      | Position | Points |
| ----- | -------- | ----------------------------------- | ------ | ----- | ----- | ------ | ------ | ------ | -------- | ------ |
| 2020  | Oreca 07 | Gibson GK428 4,2 L V8 atmosphérique | LMP2   | LEC 5 | SPA 6 | LEC 11 | MON 10 | POR 11 | 10e      | 20     |

## Pilotes
- Gabriel Aubry (2021)
- Tatiana Calderón (2020-2021)
- Paul-Loup Chatin (2022)
- Sophia Flörsch (2020-2021)
- Charles Milesi (2022)
- André Negrão (2020)
- Sébastien Ogier (2022)
- Beitske Visser (2020-2021)
- Lilou Wadoux (2022)